# 埼玉県道197号武州荒木停車場線

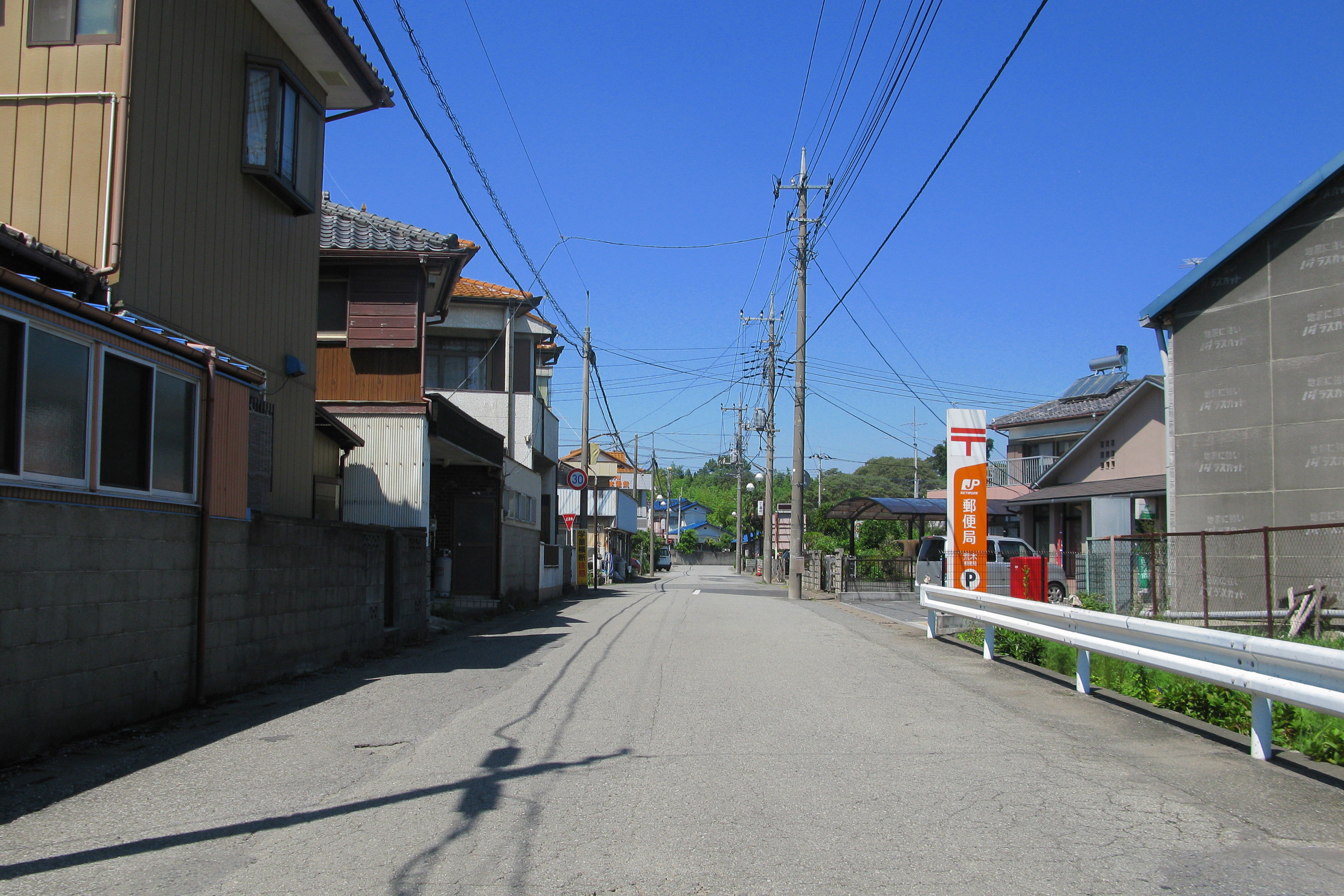
行田市荒木地区（2012年8月）

埼玉県道197号武州荒木停車場線（さいたまけんどう197ごう ぶしゅうあらきていしゃじょうせん）は、埼玉県行田市内に設定されている県道である。

## 路線概要
- 起点：武州荒木停車場
- 終点：栃木県道・群馬県道・埼玉県道7号佐野行田線交点
- 総距離：217m

## 通過する自治体
- 埼玉県
  - 行田市

## 接続・交差する主な道路
- 栃木県道・群馬県道・埼玉県道7号佐野行田線

## 沿線
- 秩父鉄道秩父本線 武州荒木駅
- 荒木郵便局